# Nacer Chadli
Nacer Chadli (en arabe : ناصر  الشادلي), né le 2 août 1989 à Liège en Belgique, est un footballeur international belge et marocain qui joue au poste de milieu de terrain au SL16 FC, l'équipe des moins de 23 ans du Standard de Liège. Il possède la double nationalité belge et marocaine.

## Biographie

### En club

#### Jeunesse et formation
Nacer Chadli commence très tôt le football dans son pays natal la Belgique dans les équipes jeunes du Standard de Liège. Pour des raisons inconnues du public, le club décide de ne pas poursuivre avec le joueur. Alors qu'il voulait abandonner le football, il retrouve goût au ballon rond en signant au MVV Maastricht, club de 2e division des Pays-Bas.

#### AGOVV Apeldoorn (2007-2010)
Alors qu'il ne joue qu'en équipe jeunes du club, il change de club en 2007 et signe son premier contrat professionnel dans le club d'AGOVV Apeldoorn.
Le 7 septembre 2007, à l'âge de 18 ans il joue son premier match professionnel en rentrant à la 65e minute de la 6e journée du Championnat de 2e division des Pays-Bas contre RKC Waalwijk (2-6). Nacer Chadli réalise trois saisons complètes en deuxième division néerlandaise marquant 17 buts lors de sa dernière saison.

#### FC Twente (2010-2013)
Après cette très belle saison, il est recruté pour jouer à l'échelon supérieur, à savoir au FC Twente. Il y découvre la Ligue des Champions contre l'Inter Milan puis contre Tottenham Hotspur où il marque même un but, son premier en Coupe d'Europe.

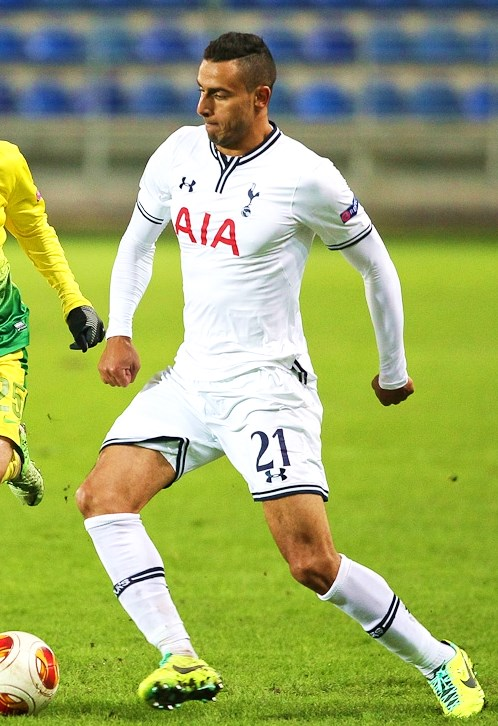
Nacer Chadli avec Tottenham Hotspur en 2013.

#### Tottenham Hotspur (2013-2016)
Le 21 juillet 2013, Tottenham Hotspur trouve un accord avec Twente et achète Chadli pour un montant de 7 millions d'euros. Il fait ses débuts lors du match amical perdu 5 à 2 contre l'AS Monaco le 3 août 2013. Il découvre la Premier League quelques jours plus tard en jouant contre  Crystal Palace (victoire 1 à 0). Le belgo-marocain inscrit son premier but en championnat le 12 février 2014, lors de l'écrasante victoire 4 buts à 0 des siens contre Newcastle United.
La saison suivante, lors de la deuxième journée de Premier League contre le club de Queens Park Rangers, Nacer Chadli inscrit un doublé et contribue à la large victoire de son club (4 à 0).

#### West Bromwich Albion (2016-2018)
Le 29 août 2016, Chadli s'engage pour quatre saisons avec West Bromwich Albion.

#### AS Monaco (2018-2020)
Le 30 août 2018, il signe pour trois saisons avec l'AS Monaco.

##### Prêt à Anderlecht
Auteur d'une saison décevante avec l'AS Monaco, il est prêté pour une saison au RSC Anderlecht à l'été 2019.

#### İstanbul Başakşehir (2020-2023)
Le 10 septembre 2020, Chadli quitte l'ASM pour s'engager avec l'İstanbul Başakşehir.

#### Prêt et contrat à Westerlo (2022-2024)
À l'aube de la saison 2022-2023, en manque de temps de jeu dans son club et avec la Coupe du monde 2022 dans le viseur, il est prêté pour une saison au KVC Westerlo et revient ainsi dans le championnat belge après son prêt au Sporting d'Anderlecht,.

#### Retour au Standard de Liège (depuis 2025)
Sans club depuis son départ de Westerlo, Chaldi s'entraîne avec les jeunes du SL16 FC pendant plusieurs mois et, lors du mercato hivernal, signe avec le club liégeois afin de disputer la deuxième partie de la saison en Nationale 1 avec les U23.

### En sélections nationales

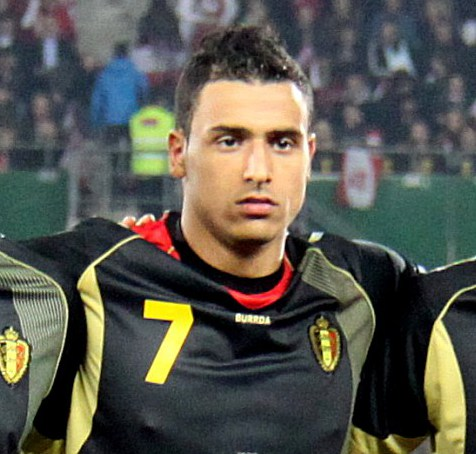
Nacer Chadli avec l'équipe de Belgique de football en 2011.

Le 10 novembre 2010, la Fédération royale marocaine de football (FRMF) dévoile une liste de 20 joueurs, pour affronter l'Irlande du Nord en match amical à Belfast le 17 novembre 2010, où y figure Nacer Chadli. Mais, il se donne encore le temps de choisir entre la Belgique et le Maroc. 
Le 17 novembre 2010, il est titulaire dans l'équipe du Maroc lors du match amical contre l'Irlande du Nord (1-1). Lors de ce stage amical, Chadli entrera en conflit avec son coéquipier, le capitaine Houssine Kharja. A bout de nerfs contre la fédération, le joueur décide de tourner définitivement son dos à la FRMF. Toutefois, son choix n'est pas encore définitif car il n'a pas encore rencontré l'Union royale belge des sociétés de football association (URBSFA), la fédération des Diables Rouges.
Sur son site officiel, on apprend qu'il opte finalement pour la Belgique. Le 28 janvier 2011, Chadli est sélectionné en équipe de Belgique pour le match amical du 9 février 2011 face à la Finlande, il est titulaire lors de ce match.
Le 25 mars 2011, il est sélectionné en équipe de Belgique pour le match contre l'équipe d'Autriche comptant pour la qualification de l'Euro 2012. Il est titulaire et les Diables Rouges l'emportent 0-2 à Vienne.
Le 29 mars 2011, il marque son premier but avec les diables rouges de la tête sur un centre d'Axel Witsel contre l'Azerbaïdjan, match comptant pour les éliminatoires de l'Euro 2012. 
Il participe à sa première compétition internationale lors de la Coupe du monde 2014 où les Belges s'inclinent en quarts de finale contre l'Argentine, futur finaliste de l'édition. 
Il est convoqué par Roberto Martinez, le coach fédéral belge, pour disputer la Coupe du monde 2018 en Russie. À l'occasion du match contre le Japon, Chadli monte à la 65e minute à la place de Yannick Carrasco alors que la Belgique est menée 0-2 en huitièmes. Il marque un but sur une passe décisive de Thomas Meunier dans les arrêts de jeu (94e minute) et propulse la Belgique en quarts de finale. Lors des matches suivants, il est titularisé par Roberto Martinez qui le préfère à Yannick Carrasco, moins à l'aise dans une position défensive. Les Diables Rouges finissent troisième du tournoi en décrochant le bronze face à l'équipe d'Angleterre, Chadli délivrant la passe décisive qui permet à Thomas Meunier de marquer le premier but de la rencontre.  
Il  est à nouveau convoqué par Roberto Martinez pour disputer l'Euro 2020 où les Belges atteignent les quarts de finale, s'inclinant contre l'Italie (1-2), futur vainqueur de l'édition.
Le 14 mai 2023, Nacer Chadli annonce sa décision de prendre sa retraite internationale.

## Statistiques

### En club
| Saison                | Club                  | Championnat           | Championnat | Championnat | Championnat | Coupe nationale | Coupe nationale | Coupe nationale | Coupe de la Ligue | Coupe de la Ligue | Coupe de la Ligue | Compétition(s) continentale(s) | Compétition(s) continentale(s) | Compétition(s) continentale(s) | Compétition(s) continentale(s) | Autres compétitions | Autres compétitions | Autres compétitions | Autres compétitions | Total | Total | Total |
| Saison                | Club                  | Division              | M.          | B.          | P.d.        | M.              | B.              | P.d.            | M.                | B.                | P.d.              | Comp.                          | M.                             | B.                             | P.d.                           | Comp.               | M.                  | B.                  | P.d.                | M.    | B.    | P.d.  |
| 2007-2008             | AGOVV Apeldoorn       | Eerste Divisie        | 18          | 2           | 1           | 1               | 0               | 0               | -                 | -                 | -                 | -                              | -                              | -                              | -                              | -                   | -                   | -                   | -                   | 19    | 2     | 1     |
| 2008-2009             | AGOVV Apeldoorn       | Eerste Divisie        | 34          | 9           | 8           | 2               | 0               | 0               | -                 | -                 | -                 | -                              | -                              | -                              | -                              | -                   | -                   | -                   | -                   | 36    | 9     | 8     |
| 2009-2010             | AGOVV Apeldoorn       | Eerste Divisie        | 37          | 17          | 11          | 1               | 1               | 0               | -                 | -                 | -                 | -                              | -                              | -                              | -                              | PO                  | 2                   | 0                   | 0                   | 40    | 18    | 11    |
| Sous-total            | Sous-total            | Sous-total            | 89          | 28          | 20          | 4               | 1               | 0               | -                 | -                 | -                 | -                              | -                              | -                              | -                              | -                   | 2                   | 0                   | 0                   | 95    | 29    | 20    |
| 2010-2011             | FC Twente             | Eredivisie            | 33          | 7           | 5           | 6               | 3               | 1               | -                 | -                 | -                 | C1+C3                          | 6+5                            | 3+0                            | 0+1                            | -                   | -                   | -                   | -                   | 50    | 13    | 7     |
| 2011-2012             | FC Twente             | Eredivisie            | 25          | 6           | 6           | 2               | 1               | 0               | -                 | -                 | -                 | C1+C3                          | 0+8                            | 0+2                            | 0+2                            | -                   | -                   | -                   | -                   | 35    | 9     | 8     |
| 2012-2013             | FC Twente             | Eredivisie            | 26          | 12          | 5           | 2               | 0               | 0               | -                 | -                 | -                 | C3                             | 10                             | 6                              | 6                              | -                   | -                   | -                   | -                   | 38    | 18    | 11    |
| Sous-total            | Sous-total            | Sous-total            | 84          | 25          | 16          | 10              | 4               | 1               | -                 | -                 | -                 | -                              | 29                             | 11                             | 9                              | -                   | -                   | -                   | -                   | 123   | 40    | 26    |
| 2013-2014             | Tottenham Hotspur     | Premier League        | 24          | 1           | 3           | 1               | 0               | 0               | 3                 | 1                 | 0                 | C3                             | 6                              | 3                              | 3                              | -                   | -                   | -                   | -                   | 34    | 5     | 6     |
| 2014-2015             | Tottenham Hotspur     | Premier League        | 35          | 11          | 5           | 2               | 1               | 0               | 3                 | 1                 | 0                 | C3                             | 5                              | 0                              | 0                              | -                   | -                   | -                   | -                   | 45    | 13    | 5     |
| 2015-2016             | Tottenham Hotspur     | Premier League        | 29          | 3           | 2           | 4               | 3               | 2               | 1                 | 0                 | 1                 | C3                             | 6                              | 1                              | 0                              | -                   | -                   | -                   | -                   | 40    | 7     | 5     |
| Sous-total            | Sous-total            | Sous-total            | 88          | 15          | 10          | 7               | 4               | 2               | 7                 | 2                 | 1                 | -                              | 17                             | 4                              | 3                              | -                   | -                   | -                   | -                   | 119   | 25    | 16    |
| 2016-2017             | West Bromwich Albion  | Premier League        | 31          | 5           | 5           | 1               | 0               | 0               | -                 | -                 | -                 | -                              | -                              | -                              | -                              | -                   | -                   | -                   | -                   | 32    | 5     | 5     |
| 2017-2018             | West Bromwich Albion  | Premier League        | 5           | 1           | 0           | -               | -               | -               | 1                 | 0                 | 0                 | -                              | -                              | -                              | -                              | -                   | -                   | -                   | -                   | 6     | 1     | 0     |
| Sous-total            | Sous-total            | Sous-total            | 36          | 6           | 5           | 1               | 0               | 0               | 1                 | 0                 | 0                 | -                              | -                              | -                              | -                              | -                   | -                   | -                   | -                   | 38    | 6     | 5     |
| 2018-2019             | AS Monaco             | Ligue 1               | 16          | 0           | 0           | -               | -               | -               | 1                 | 0                 | 0                 | C1                             | 5                              | 0                              | 0                              | -                   | -                   | -                   | -                   | 22    | 0     | 0     |
| 2019-2020             | RSC Anderlecht (prêt) | Division 1A           | 17          | 8           | 5           | 2               | 0               | 0               | -                 | -                 | -                 | -                              | -                              | -                              | -                              | -                   | -                   | -                   | -                   | 19    | 8     | 5     |
| 2020-2021             | İstanbul Başakşehir   | Süper Lig             | 18          | 3           | 3           | 1               | 1               | 0               | -                 | -                 | -                 | C1                             | 3                              | 0                              | 0                              | -                   | -                   | -                   | -                   | 22    | 4     | 3     |
| 2021-2022             | İstanbul Başakşehir   | Süper Lig             | 28          | 1           | 3           | -               | -               | -               | -                 | -                 | -                 | -                              | -                              | -                              | -                              | -                   | -                   | -                   | -                   | 28    | 1     | 3     |
| 2022-2023             | İstanbul Başakşehir   | Süper Lig             | 1           | 1           | 0           | -               | -               | -               | -                 | -                 | -                 | C4                             | -                              | -                              | -                              | -                   | -                   | -                   | -                   | 1     | 1     | 0     |
| Sous-total            | Sous-total            | Sous-total            | 47          | 5           | 6           | 1               | 1               | 0               | -                 | -                 | -                 | -                              | 3                              | 0                              | 0                              | -                   | -                   | -                   | -                   | 51    | 6     | 6     |
| 2022-2023             | KVC Westerlo (prêt)   | Division 1A           | 22          | 5           | 1           | 2               | 0               | 0               | -                 | -                 | -                 | -                              | -                              | -                              | -                              | PO2                 | 5                   | 1                   | 1                   | 29    | 6     | 2     |
| 2023-2024             | KVC Westerlo          | Division 1A           | 18          | 0           | 2           | 1               | 0               | 0               | -                 | -                 | -                 | -                              | -                              | -                              | -                              | -                   | -                   | -                   | -                   | 19    | 0     | 2     |
| Sous-total            | Sous-total            | Sous-total            | 40          | 5           | 3           | 3               | 0               | 0               | -                 | -                 | -                 | -                              | -                              | -                              | -                              | -                   | 5                   | 1                   | 1                   | 48    | 6     | 4     |
| 2024-2025             | SL16 FC               | Nationale 1           | 3           | 0           | 0           | -               | -               | -               | -                 | -                 | -                 | -                              | -                              | -                              | -                              | PO                  | 7                   | 0                   | 0                   | 10    | 0     | 0     |
| Total sur la carrière | Total sur la carrière | Total sur la carrière | 420         | 92          | 65          | 28              | 10              | 3               | 9                 | 2                 | 1                 | -                              | 54                             | 15                             | 12                             | -                   | 14                  | 1                   | 1                   | 525   | 120   | 82    |

### En sélections nationales
| Saison                | Sélection             | Phases finales        | Phases finales | Phases finales | Phases finales | Éliminatoires CDM | Éliminatoires CDM | Éliminatoires CDM | Éliminatoires EURO | Éliminatoires EURO | Éliminatoires EURO | Ligue des Nations | Ligue des Nations | Ligue des Nations | Matchs amicaux | Matchs amicaux | Matchs amicaux | Total | Total | Total |
| Saison                | Sélection             | Compétition           | M              | B              | Pd             | M                 | B                 | Pd                | M                  | B                  | Pd                 | M                 | B                 | Pd                | M              | B              | Pd             | M     | B     | Pd    |
| --------------------- | --------------------- | --------------------- | -------------- | -------------- | -------------- | ----------------- | ----------------- | ----------------- | ------------------ | ------------------ | ------------------ | ----------------- | ----------------- | ----------------- | -------------- | -------------- | -------------- | ----- | ----- | ----- |
| 2010-2011             | Maroc                 | -                     | -              | -              | -              | -                 | -                 | -                 | -                  | -                  | -                  | -                 | -                 | -                 | 1              | 0              | 0              | 1     | 0     | 0     |
| 2010-2011             | Belgique              | -                     | -              | -              | -              | -                 | -                 | -                 | 3                  | 1                  | 1                  | -                 | -                 | -                 | 1              | 0              | 0              | 4     | 1     | 1     |
| 2011-2012             | Belgique              | -                     | -              | -              | -              | -                 | -                 | -                 | -                  | -                  | -                  | -                 | -                 | -                 | 4              | 1              | 0              | 4     | 1     | 0     |
| 2012-2013             | Belgique              | -                     | -              | -              | -              | 5                 | 0                 | 1                 | -                  | -                  | -                  | -                 | -                 | -                 | 1              | 0              | 0              | 6     | 0     | 1     |
| 2013-2014             | Belgique              | Coupe du monde 2014   | 4              | 0              | 0              | 3                 | 0                 | 0                 | -                  | -                  | -                  | -                 | -                 | -                 | 4              | 1              | 1              | 11    | 1     | 1     |
| 2014-2015             | Belgique              | -                     | -              | -              | -              | -                 | -                 | -                 | 3                  | 1                  | 0                  | -                 | -                 | -                 | 2              | 0              | 1              | 5     | 1     | 1     |
| 2015-2016             | Belgique              | -                     | -              | -              | -              | -                 | -                 | -                 | 1                  | 0                  | 0                  | -                 | -                 | -                 | 1              | 0              | 0              | 2     | 0     | 0     |
| 2016-2017             | Belgique              | -                     | -              | -              | -              | 3                 | 1                 | 0                 | -                  | -                  | -                  | -                 | -                 | -                 | 2              | 0              | 1              | 5     | 1     | 1     |
| 2017-2018             | Belgique              | Coupe du monde 2018   | 6              | 1              | 1              | 3                 | 0                 | 0                 | -                  | -                  | -                  | -                 | -                 | -                 | 5              | 0              | 2              | 14    | 1     | 3     |
| 2018-2019             | Belgique              | -                     | -              | -              | -              | -                 | -                 | -                 | 1                  | 0                  | 0                  | 3                 | 0                 | 0                 | 1              | 0              | 0              | 5     | 0     | 0     |
| 2019-2020             | Belgique              | -                     | -              | -              | -              | -                 | -                 | -                 | 3                  | 2                  | 1                  | -                 | -                 | -                 | -              | -              | -              | 3     | 2     | 1     |
| 2020-2021             | Belgique              | Euro 2020             | 2              | 0              | 0              | 1                 | 0                 | 0                 | -                  | -                  | -                  | 1                 | 0                 | 0                 | 3              | 0              | 0              | 7     | 0     | 0     |
| Sous-total            | Sous-total            | Sous-total            | 12             | 1              | 1              | 15                | 1                 | 1                 | 11                 | 4                  | 2                  | 4                 | 0                 | 0                 | 24             | 2              | 5              | 66    | 8     | 9     |
| Total sur la carrière | Total sur la carrière | Total sur la carrière | 12             | 1              | 1              | 15                | 1                 | 1                 | 11                 | 4                  | 2                  | 4                 | 0                 | 0                 | 25             | 2              | 5              | 67    | 8     | 9     |

### Matchs internationaux
| Matchs internationaux de Nacer Chadli, | Matchs internationaux de Nacer Chadli, | Matchs internationaux de Nacer Chadli,                      | Matchs internationaux de Nacer Chadli, | Matchs internationaux de Nacer Chadli, | Matchs internationaux de Nacer Chadli,  | Matchs internationaux de Nacer Chadli, | Matchs internationaux de Nacer Chadli,                                                                              |
| #                                      | Date                                   | Lieu                                                        | Adversaire                             | Résultat                               | Compétition                             | Club                                   | Notes |
| Maroc                                  | Maroc                                  | Maroc                                                       | Maroc                                  | Maroc                                  | Maroc                                   | Maroc                                  | Maroc |
| -------------------------------------- | -------------------------------------- | ----------------------------------------------------------- | -------------------------------------- | -------------------------------------- | --------------------------------------- | -------------------------------------- | --- |
| 1                                      | 17 novembre 2010                       | Windsor Park, Belfast, Irlande du Nord                      | Irlande du Nord                        | N 1 - 1                                | Match amical                            | FC Twente                              | Titulaire. |
| Belgique                               |                                        |                                                             |                                        |                                        |                                         |                                        | |
| 1                                      | 9 février 2011                         | Stade Jules-Otten, Gand, Belgique                           | Finlande                               | N 1 - 1                                | Match amical                            | FC Twente                              | Titulaire, remplacé par Dries Mertens à la 59e minute de jeu.                                                       |
| 2                                      | 25 mars 2011                           | Stade Ernst-Happel, Vienne, Autriche                        | Autriche                               | V 2 - 0                                | Éliminatoires de l'Euro 2012            | FC Twente                              | Titulaire. |
| 3                                      | 29 mars 2011                           | Stade Roi Baudouin, Bruxelles, Belgique                     | Azerbaïdjan                            | V 4 - 1                                | Éliminatoires de l'Euro 2012            | FC Twente                              | Titulaire et buteur.                                                                                                |
| 4                                      | 3 juin 2011                            | Stade Roi Baudouin, Bruxelles, Belgique                     | Turquie                                | N 1 - 1                                | Éliminatoires de l'Euro 2012            | FC Twente                              | Titulaire. |
| 5                                      | 11 novembre 2011                       | Stade Maurice-Dufrasne, Liège, Belgique                     | Roumanie                               | V 2 - 1                                | Match amical                            | FC Twente                              | Titulaire, remplacé par Mousa Dembélé à la 67e minute de jeu.                                                       |
| 6                                      | 15 novembre 2011                       | Stade de France, Saint-Denis, France                        | France                                 | N 0 - 0                                | Match amical                            | FC Twente                              | Entre en jeu à la place de Mousa Dembélé à la 62e minute de jeu.                                                    |
| 7                                      | 29 février 2012                        | Stade Pankritio, Héraklion, Grèce                           | Grèce                                  | N 1 - 1                                | Match amical                            | FC Twente                              | Titulaire et buteur.                                                                                                |
| 8                                      | 2 juin 2012                            | Stade de Wembley, Londres, Angleterre                       | Angleterre                             | D 0 - 1                                | Match amical                            | FC Twente                              | Entre en jeu à la place de Kevin Mirallas à la 59e minute de jeu.                                                   |
| 9                                      | 15 août 2012                           | Stade Roi Baudouin, Bruxelles, Belgique                     | Pays-Bas                               | V 4 - 2                                | Match amical                            | FC Twente                              | Titulaire, remplacé par Dries Mertens à la 67e minute de jeu.                                                       |
| 10                                     | 12 octobre 2012                        | Stade de l'Étoile rouge, Belgrade, Serbie                   | Serbie                                 | V 3 - 0                                | Éliminatoires de la Coupe du monde 2014 | FC Twente                              | Titulaire. |
| 11                                     | 16 octobre 2012                        | Stade Roi Baudouin, Bruxelles, Belgique                     | Écosse                                 | V 2 - 0                                | Éliminatoires de la Coupe du monde 2014 | FC Twente                              | Titulaire, écope d'un carton jaune à la 81e minute de jeu.                                                          |
| 12                                     | 22 mars 2013                           | Stade national Philippe II, Skopje, ARY de Macédoine        | Macédoine                              | V 2 - 0                                | Éliminatoires de la Coupe du monde 2014 | FC Twente                              | Entre en jeu à la place de Christian Benteke à la 85e minute de jeu.                                                |
| 13                                     | 26 mars 2013                           | Stade Roi Baudouin, Bruxelles, Belgique                     | Macédoine                              | V 1 - 0                                | Éliminatoires de la Coupe du monde 2014 | FC Twente                              | Entre en jeu à la place de Mousa Dembélé à la 56e minute de jeu.                                                    |
| 14                                     | 7 juin 2013                            | Stade Roi Baudouin, Bruxelles, Belgique                     | Serbie                                 | V 2 - 1                                | Éliminatoires de la Coupe du monde 2014 | FC Twente                              | Titulaire. |
| 15                                     | 14 août 2013                           | Stade Roi Baudouin, Bruxelles, Belgique                     | France                                 | N 0 - 0                                | Match amical                            | Tottenham Hotspur                      | Titulaire, remplacé par Kevin Mirallas à la 71e minute de jeu.                                                      |
| 16                                     | 6 septembre 2013                       | Hampden Park, Glasgow, Écosse                               | Écosse                                 | V 2 - 0                                | Éliminatoires de la Coupe du monde 2014 | Tottenham Hotspur                      | Titulaire. |
| 17                                     | 11 octobre 2013                        | Stade Maksimir, Zagreb, Croatie                             | Croatie                                | V 2 - 1                                | Éliminatoires de la Coupe du monde 2014 | Tottenham Hotspur                      | Entre en jeu à la place de Romelu Lukaku à la 69e minute de jeu.                                                    |
| 18                                     | 15 octobre 2013                        | Stade Roi Baudouin, Bruxelles, Belgique                     | Pays de Galles                         | N 1 - 1                                | Éliminatoires de la Coupe du monde 2014 | Tottenham Hotspur                      | Titulaire, remplacé par Eden Hazard à la 58e minute de jeu.                                                         |
| 19                                     | 26 mai 2014                            | Cristal Arena, Genk, Belgique                               | Luxembourg                             | V 5 - 1                                | Match amical                            | Tottenham Hotspur                      | Buteur, entre en jeu à la place de Kevin Mirallas à la 46e minute de jeu.                                           |
| 20                                     | 1er juin 2014                          | Friends Arena, Solna, Suède                                 | Suède                                  | V 2 - 0                                | Match amical                            | Tottenham Hotspur                      | Entre en jeu à la place de Dries Mertens à la 68e minute de jeu.                                                    |
| 21                                     | 7 juin 2014                            | Stade Roi Baudouin, Bruxelles, Belgique                     | Tunisie                                | V 1 - 0                                | Match amical                            | Tottenham Hotspur                      | Entre en jeu à la place de Kevin Mirallas à la 62e minute de jeu.                                                   |
| 22                                     | 17 juin 2014                           | Mineirão, Belo Horizonte, Brésil                            | Algérie                                | V 2 - 1                                | Coupe du monde 2014                     | Tottenham Hotspur                      | Titulaire, remplacé par Dries Mertens à la 46e minute de jeu.                                                       |
| 23                                     | 26 juin 2014                           | Arena Corinthians, São Paulo, Brésil                        | Corée du Sud                           | V 1 - 0                                | Coupe du monde 2014                     | Tottenham Hotspur                      | Entre en jeu à la place de Adnan Januzaj à la 60e minute de jeu.                                                    |
| 24                                     | 1er juillet 2014                       | Itaipava Arena Fonte Nova, Salvador de Bahia, Brésil        | États-Unis                             | V 2 - 1 a.p.                           | Coupe du monde 2014                     | Tottenham Hotspur                      | Entre en jeu à la place de Eden Hazard à la 111e minute de jeu.                                                     |
| 25                                     | 5 juillet 2014                         | Stade national de Brasilia Mané Garrincha, Brasilia, Brésil | Argentine                              | D 0 - 1                                | Coupe du monde 2014                     | Tottenham Hotspur                      | Entre en jeu à la place de Eden Hazard à la 75e minute de jeu.                                                      |
| 26                                     | 4 septembre 2014                       | Stade Maurice-Dufrasne, Liège, Belgique                     | Australie                              | V 2 - 0                                | Match amical                            | Tottenham Hotspur                      | Entre en jeu à la place de Dries Mertens à la 63e minute de jeu.                                                    |
| 27                                     | 10 octobre 2014                        | Stade Roi Baudouin, Bruxelles, Belgique                     | Andorre                                | V 6 - 0                                | Éliminatoires de l'Euro 2016            | Tottenham Hotspur                      | Titulaire et buteur, remplacé par Marouane Fellaini à la 61e minute de jeu.                                         |
| 28                                     | 16 novembre 2014                       | Stade Roi Baudouin, Bruxelles, Belgique                     | Pays de Galles                         | N 0 - 0                                | Éliminatoires de l'Euro 2016            | Tottenham Hotspur                      | Titulaire, remplacé par Christian Benteke à la 62e minute de jeu.                                                   |
| 29                                     | 31 mars 2015                           | Stade Teddy, Jérusalem, Israël                              | Israël                                 | V 1 - 0                                | Éliminatoires de l'Euro 2016            | Tottenham Hotspur                      | Entre en jeu à la place de Eden Hazard à la 63e minute de jeu.                                                      |
| 30                                     | 7 juin 2015                            | Stade de France, Saint-Denis, France                        | France                                 | V 4 - 3                                | Match amical                            | Tottenham Hotspur                      | Entre en jeu à la place de Marouane Fellaini à la 77e minute de jeu.                                                |
| 31                                     | 10 octobre 2015                        | Estadi Nacional, Andorre-la-Vieille, Andorre                | Andorre                                | V 4 - 1                                | Éliminatoires de l'Euro 2016            | Tottenham Hotspur                      | Entre en jeu à la place de Dries Mertens à la 72e minute de jeu.                                                    |
| 32                                     | 29 mars 2016                           | Stade Dr. Magalhães Pessoa, Leiria, Portugal                | Portugal                               | D 1 - 2                                | Match amical                            | Tottenham Hotspur                      | Titulaire. |
| 33                                     | 10 octobre 2016                        | Stade de l'Algarve, Faro, Portugal                          | Gibraltar                              | V 6 - 0                                | Éliminatoires de la Coupe du monde 2018 | West Bromwich Albion                   | Entre en jeu à la place de Yannick Carrasco à la 53e minute de jeu.                                                 |
| 34                                     | 25 mars 2017                           | Stade Roi Baudouin, Bruxelles, Belgique                     | Grèce                                  | N 1 - 1                                | Éliminatoires de la Coupe du monde 2018 | West Bromwich Albion                   | Titulaire. |
| 35                                     | 28 mars 2017                           | Stade olympique Ficht, Sotchi, Russie                       | Russie                                 | N 3 - 3                                | Match amical                            | West Bromwich Albion                   | Titulaire, remplacé par Yannick Carrasco à la 77e minute de jeu.                                                    |
| 36                                     | 5 juin 2017                            | Stade Roi Baudouin, Bruxelles, Belgique                     | Tchéquie                               | V 2 - 1                                | Match amical                            | West Bromwich Albion                   | Titulaire. |
| 37                                     | 9 juin 2017                            | A. Le Coq Arena, Tallinn, Estonie                           | Estonie                                | V 2 - 0                                | Éliminatoires de la Coupe du monde 2018 | West Bromwich Albion                   | Titulaire et buteur.                                                                                                |
| 38                                     | 3 septembre 2017                       | Stade Karaïskakis, Le Pirée, Grèce                          | Grèce                                  | V 2 - 1                                | Éliminatoires de la Coupe du monde 2018 | West Bromwich Albion                   | Entre en jeu à la place de Yannick Carrasco à la 79e minute de jeu.                                                 |
| 39                                     | 7 octobre 2017                         | Stade Grbavica, Sarajevo, Bosnie-Herzégovine                | Bosnie-Herzégovine                     | V 4 - 3                                | Éliminatoires de la Coupe du monde 2018 | West Bromwich Albion                   | Entre en jeu à la place de Yannick Carrasco à la 86e minute de jeu.                                                 |
| 40                                     | 10 octobre 2017                        | Stade Roi Baudouin, Bruxelles, Belgique                     | Chypre                                 | V 4 - 0                                | Éliminatoires de la Coupe du monde 2018 | West Bromwich Albion                   | Titulaire. |
| 41                                     | 10 novembre 2017                       | Stade Roi Baudouin, Bruxelles, Belgique                     | Mexique                                | N 3 - 3                                | Match amical                            | West Bromwich Albion                   | Titulaire. |
| 42                                     | 14 novembre 2017                       | Stade Jan-Breydel, Bruges, Belgique                         | Japon                                  | V 1 - 0                                | Match amical                            | West Bromwich Albion                   | Titulaire, remplacé par Jordan Lukaku à la 84e minute de jeu.                                                       |
| 43                                     | 2 juin 2018                            | Stade Roi Baudouin, Bruxelles, Belgique                     | Portugal                               | N 0 - 0                                | Match amical                            | West Bromwich Albion                   | Entre en jeu à la place de Yannick Carrasco à la 46e minute de jeu.                                                 |
| 44                                     | 6 juin 2018                            | Stade Roi Baudouin, Bruxelles, Belgique                     | Égypte                                 | V 3 - 0                                | Match amical                            | West Bromwich Albion                   | Entre en jeu à la place de Dries Mertens à la 46e minute de jeu.                                                    |
| 45                                     | 11 juin 2018                           | Stade Roi Baudouin, Bruxelles, Belgique                     | Costa Rica                             | V 4 - 1                                | Match amical                            | West Bromwich Albion                   | Entre en jeu à la place de Thomas Meunier à la 46e minute de jeu.                                                   |
| 46                                     | 18 juin 2018                           | Stade olympique Ficht, Sotchi, Russie                       | Panama                                 | V 3 - 0                                | Coupe du monde 2018                     | West Bromwich Albion                   | Entre en jeu à la place de Axel Witsel à la 90e minute de jeu.                                                      |
| 47                                     | 28 juin 2018                           | Arena Baltika, Kaliningrad, Russie                          | Angleterre                             | V 1 - 0                                | Coupe du monde 2018                     | West Bromwich Albion                   | Titulaire. |
| 48                                     | 2 juillet 2018                         | Rostov Arena, Rostov-sur-le-Don, Russie                     | Japon                                  | V 3 - 2                                | Coupe du monde 2018                     | West Bromwich Albion                   | Buteur, entre en jeu à la place de Yannick Carrasco à la 65e minute de jeu.                                         |
| 49                                     | 6 juillet 2018                         | Kazan Arena, Kazan, Russie                                  | Brésil                                 | V 2 - 1                                | Coupe du monde 2018                     | West Bromwich Albion                   | Titulaire, remplacé par Thomas Vermaelen à la 83e minute de jeu.                                                    |
| 50                                     | 10 juillet 2018                        | Zenit Arena, Saint-Pétersbourg, Russie                      | France                                 | D 0 - 1                                | Coupe du monde 2018                     | West Bromwich Albion                   | Titulaire, remplacé par Michy Batshuayi à la 91e minute de jeu.                                                     |
| 51                                     | 14 juillet 2018                        | Zenit Arena, Saint-Pétersbourg, Russie                      | Angleterre                             | V 2 - 0                                | Coupe du monde 2018                     | West Bromwich Albion                   | Titulaire, remplacé par Thomas Vermaelen à la 39e minute de jeu.                                                    |
| 52                                     | 11 septembre 2018                      | Laugardalsvöllur, Reykjavik, Islande                        | Islande                                | V 3 - 0                                | Ligue des nations 2018-2019             | AS Monaco                              | Entre en jeu à la place de Yannick Carrasco à la 70e minute de jeu.                                                 |
| 53                                     | 12 octobre 2018                        | Stade Roi Baudouin, Bruxelles, Belgique                     | Suisse                                 | V 2 - 1                                | Ligue des nations 2018-2019             | AS Monaco                              | Entre en jeu à la place de Yannick Carrasco à la 76e minute de jeu.                                                 |
| 54                                     | 16 octobre 2018                        | Stade Roi Baudouin, Bruxelles, Belgique                     | Pays-Bas                               | N 1 - 1                                | Match amical                            | AS Monaco                              | Titulaire. |
| 55                                     | 18 novembre 2018                       | Luzern Arena, Lucerne, Suisse                               | Suisse                                 | D 2 - 5                                | Ligue des nations 2018-2019             | AS Monaco                              | Titulaire, remplacé par Michy Batshuayi à la 65e minute de jeu.                                                     |
| 56                                     | 21 mars 2019                           | Stade Roi Baudouin, Bruxelles, Belgique                     | Russie                                 | V 3 - 1                                | Éliminatoires de l'Euro 2020            | AS Monaco                              | Entre en jeu à la place de Thorgan Hazard à la 84e minute de jeu.                                                   |
| 57                                     | 6 septembre 2019                       | Stadio Olimpico, Serravalle, Saint-Marin                    | Saint-Marin                            | V 4 - 0                                | Éliminatoires de l'Euro 2020            | RSC Anderlecht                         | Buteur, entre en jeu à la place de Adnan Januzaj à la 56e minute de jeu.                                            |
| 58                                     | 9 septembre 2019                       | Hampden Park, Glasgow, Écosse                               | Écosse                                 | V 4 - 0                                | Éliminatoires de l'Euro 2020            | RSC Anderlecht                         | Titulaire, remplacé par Yannick Carrasco à la 77e minute de jeu.                                                    |
| 59                                     | 10 octobre 2019                        | Stade Roi Baudouin, Bruxelles, Belgique                     | Saint-Marin                            | V 9 - 0                                | Éliminatoires de l'Euro 2020            | RSC Anderlecht                         | Titulaire et buteur.                                                                                                |
| 60                                     | 11 novembre 2020                       | Stade Den Dreef, Louvain, Belgique                          | Suisse                                 | V 2 - 1                                | Match amical                            | İstanbul Başakşehir                    | Titulaire, remplacé par Thomas Foket à la 58e minute de jeu.                                                        |
| 61                                     | 18 novembre 2020                       | Stade Den Dreef, Louvain, Belgique                          | Danemark                               | V 4 - 2                                | Ligue des nations 2020-2021             | İstanbul Başakşehir                    | Titulaire et buteur contre son camp.                                                                                |
| 62                                     | 27 mars 2021                           | Sinobo Stadium, Prague, Tchéquie                            | Tchéquie                               | N 1 - 1                                | Éliminatoires de la Coupe du monde 2022 | İstanbul Başakşehir                    | Titulaire, remplacé par Thomas Foket à la 56e minute de jeu.                                                        |
| 63                                     | 3 juin 2021                            | Stade Roi Baudouin, Bruxelles, Belgique                     | Grèce                                  | N 1 - 1                                | Match amical                            | İstanbul Başakşehir                    | Entre en jeu à la place de Thorgan Hazard à la 74e minute de jeu.                                                   |
| 64                                     | 6 juin 2021                            | Stade Roi Baudouin, Bruxelles, Belgique                     | Croatie                                | V 1 - 0                                | Match amical                            | İstanbul Başakşehir                    | Titulaire, remplacé par Thorgan Hazard à la 71e minute de jeu.                                                      |
| 65                                     | 21 juin 2021                           | Gazprom Arena, Saint-Pétersbourg, Russie                    | Finlande                               | V 2 - 0                                | Euro 2020                               | İstanbul Başakşehir                    | Titulaire. |
| 66                                     | 2 juillet 2021                         | Allianz Arena, Munich, Allemagne                            | Italie                                 | D 1 - 2                                | Euro 2020                               | İstanbul Başakşehir                    | Entre en jeu à la place de Thomas Meunier à la 69e minute de jeu, remplacé par Dennis Praet à la 73e minute de jeu. |

### Buts internationaux
| Buts internationaux de Nacer Chadli, | Buts internationaux de Nacer Chadli, | Buts internationaux de Nacer Chadli,     | Buts internationaux de Nacer Chadli, | Buts internationaux de Nacer Chadli, | Buts internationaux de Nacer Chadli,    | Buts internationaux de Nacer Chadli, | Buts internationaux de Nacer Chadli, | Buts internationaux de Nacer Chadli, | Buts internationaux de Nacer Chadli, |
| #                                    | Date                                 | Lieu                                     | Adversaire                           | Résultat                             | Compétition                             | Détail                               | Détail                               | Détail                               | Cape                                 |
| ------------------------------------ | ------------------------------------ | ---------------------------------------- | ------------------------------------ | ------------------------------------ | --------------------------------------- | ------------------------------------ | ------------------------------------ | ------------------------------------ | ------------------------------------ |
| 1                                    | 29 mars 2011                         | Stade Roi Baudouin, Bruxelles, Belgique  | Azerbaïdjan                          | V 4 - 1                              | Éliminatoires de l'Euro 2012            | 45+1e                                | de la tête                           | 3-1                                  | 3e                                   |
| 2                                    | 29 février 2012                      | Stade Pankritio, Héraklion, Grèce        | Grèce                                | N 1 - 1                              | Match amical                            | 32e                                  | de la tête                           | 1-1                                  | 7e                                   |
| 3                                    | 26 mai 2014                          | Cristal Arena, Genk, Belgique            | Luxembourg                           | V 5 - 1                              | Match amical                            | 71e                                  | du pied droit                        | 4-1                                  | 19e                                  |
| 4                                    | 10 octobre 2014                      | Stade Roi Baudouin, Bruxelles, Belgique  | Andorre                              | V 6 - 0                              | Éliminatoires de l'Euro 2016            | 37e                                  | du pied gauche                       | 3-0                                  | 27e                                  |
| 5                                    | 9 juin 2017                          | A. Le Coq Arena, Tallinn, Estonie        | Estonie                              | V 2 - 0                              | Éliminatoires de la Coupe du monde 2018 | 86e                                  | du pied droit                        | 0-2                                  | 37e                                  |
| 6                                    | 2 juillet 2018                       | Rostov Arena, Rostov-sur-le-Don, Russie  | Japon                                | V 3 - 2                              | Coupe du monde 2018                     | 90+4e                                | du pied gauche                       | 3-2                                  | 48e                                  |
| 7                                    | 6 septembre 2019                     | Stadio Olimpico, Serravalle, Saint-Marin | Saint-Marin                          | V 4 - 0                              | Éliminatoires de l'Euro 2020            | 63e                                  | du pied droit                        | 0-3                                  | 57e                                  |
| 8                                    | 10 octobre 2019                      | Stade Roi Baudouin, Bruxelles, Belgique  | Saint-Marin                          | V 9 - 0                              | Éliminatoires de l'Euro 2020            | 31e                                  | du pied droit                        | 2-0                                  | 59e                                  |

## Palmarès

### En club
|  |  | FC Twente - Championnat des Pays-Bas : - Vice-champion : 2011. - Coupe des Pays-Bas (1) : - Vainqueur : 2011. |  | Tottenham Hotspur - Coupe de la Ligue : - Finaliste : 2015. |  |

### En sélections nationales
|  |  | Belgique - Coupe du monde : - Troisième : 2018. |

### Distinctions personelles
- Citoyen d'honneur de Liège en 2018[22].

## Vie privée
Nacer Chadli se met en couple avec  une femme d'origine iranienne et a deux enfants : Inaya (née en 2020) et Aliya (né en 2021).